# Слюссен
Слюссен (швед. Slussen) — район у центрі Стокгольма, на річці Седерстрем, що відокремлює Седермальм і Гамла-Стан. 
Місцевість названа на честь шлюзів між озером Меларен і Балтійським морем. 
Шлюзи, що мають назву Карл Йогансслюссен, дозволяють проходити між цими двома водоймами. 
Слюссен також посилається на розв’язку листок конюшини та пов’язані з нею пішохідні переходи та доріжки, відкриті 15 жовтня 1935 року.
Станція метро Слюссен — пересадний вузол громадського транспорту Стокгольма, який обслуговує червону та зелену лінії Стокгольмського метро, а також прилеглий автобусний термінал і станцію приміської залізниці Saltsjöbanan, що обслуговує східну частину Стокгольма та його околиці. 
Також курсує пором.
Межа між Уппландом і Седерманландом проходить через район Слюссен. 

Всього було чотири шлюзи: шлюз королеви Крістіни, шлюз Крістофера Полхема, шлюз Нільса Еріксона і Карл Йохансслюссен. 
Центральне місце в оновленому транспортному районі займає головний міст, що сполучає Седермальм зі Старим містом (Гамла-Станом). 
Міст, який муніципалітет називають Слюссбруном , а ЗМІ також називають Гулдбруном, має смуги для автомобільного, автобусного, велосипедного руху та пішохідні доріжки. 
Міст було відкрито для руху 26 жовтня 2020 року разом із сполученнями з Горнсгатаном, Катарінавегеном та Скеппсбруном. 